# Arsace X
Arsace (... – 121 a.C.), chiamato nella storiografia moderna Arsace X, è stato un sovrano partico, regnante dal 122 a.C. alla sua morte.

## Biografia
Arsace X era figlio del sovrano partico Artabano I e gli succedette a seguito della sua morte nel 122 a.C. L'esistenza di questo sovrano è rimasta a lungo sconosciuta, ma è oggi accettata nella storiografia contemporanea. Il regno di Arsace X durò però molto poco: egli morì infatti ad aprile del 121 a.C., probabilmente in battaglia, dato il periodo bellicoso che l'impero stava attraversando. Gli succedette Mitridate II.